# Auquilohuagra
Auquilohuagra (posiblemente de «awkillu», palabra en quechua local para deidad o cuerno waqra) es un sitio arqueológico en Perú. Está ubicada en la Región Huánuco, Provincia de Yarowilca, Distrito de Obas. 
El sitio fue declarado parte del Patrimonio Cultural de la Nación del Perú en 2006.